# Deutschnationaler Handlungsgehilfen-Verband
Der Deutschnationale Handlungsgehilfen-Verband (DHV) war eine Angestelltengewerkschaft mit völkischen, antisemitischen, ökonomischen und sozialpolitischen Interessen, die von 1893 bis 1933 bestand.

## Gründung und Geschichte bis 1918

Postkarte zum 8. Sächsischen Handlungsgehilfentag und 12. Sächsischen Gautag des DHV in Dresden 1910

Am 2. September 1893 konstituierte sich in Hamburg der „Deutsche Handlungsgehülfen-Verband“ als ständische Interessenvertretungsorganisation kaufmännischer Angestellter. Die Gründung geschah auf Initiative evangelischer Jünglingsvereine, die Anhänger des Hofpredigers Adolf Stoecker und seiner christlich-sozialen Bewegung waren. Zum 1. Januar 1896 erfolgte dann die Umbenennung in „Deutschnationaler Handlungsgehilfen-Verband“, die die Zugehörigkeit des DHV zur völkischen und antisemitischen Bewegung auch nach außen deutlich machte. Der Verein beschrieb sich als „aus dem Antisemitismus heraus geboren“. So nahm er keine Juden als Mitglieder auf. Frauen wurde ebenfalls die Mitgliedschaft verweigert. Die in der Kaiserzeit zunehmende Erwerbstätigkeit von Frauen in Angestelltenberufen wurde als „Schmutzkonkurrenz“ bezeichnet und als Bedrohung empfunden. Der DHV unterstützte antifeministische Vereinigungen wie den 1912 gegründeten Deutschen Bund zur Bekämpfung der Frauenemanzipation. Politisch positionierte sich der DHV gegen die damals dominierenden liberalen Angestelltenverbände (wie den 58er-Verein, den Verein Vorwärts und den Verband Deutscher Handlungsgehilfen), die als „antinational“ bezeichnete Sozialdemokratie und das „jüdisch“ genannte Großkapital.
Neben dieser politischen Tätigkeit setzte sich der Verband für umfassende sozialpolitische Maßnahmen ein. So gründete er beispielsweise als Selbsthilfeorganisation eine eigene Darlehns- und Krankenkasse (Sparkasse der DHV und Deutschnationale Krankenkasse) sowie eine Stellenvermittlung. Die Bemühungen um die Durchsetzung der Sonntagsruhe, eine generelle Verbesserung des Versicherungswesens für Kaufleute (Deutschnationaler Versicherungsring) sowie den Lehrlingsschutz nahmen für den DHV vor allem während und nach dem Ersten Weltkrieg einen mindestens ebenso hohen Stellenwert ein wie die antisemitische Agitation. Besonders erfolgreich erwies sich der Verband durch sein umfassendes Pressewesen und flächendeckende Organisation mit 1914 1300 Ortsgruppen im gesamten Deutschen Reich und im Ausland. Am 18. Juli 1909 gründete der DHV auf dem Falkenberg bei Hamburg den Bund der Fahrenden Gesellen, eine Jugendorganisation, die sich auch als Teil des Wandervogels verstand.
Nach der Jahrhundertwende war der DHV, der ein eigenes Verbandshaus am Hamburger Holstenwall besaß, soweit erstarkt, dass er antisemitische Parteien und andere Vereine personell und finanziell unterstützen konnte. Im Richtungsstreit von 1910/11 setzte sich der sozialpolitische Flügel unter dem neuen DHV-Vorsteher Hans Bechly gegen die Deutschvölkischen durch. So erfolgte die Distanzierung von der Deutschsozialen Partei und die Austritte aus dem Alldeutschen Verband, dem Deutschbund und dem Reichshammerbund. Ende 1904 wurden die Lehrlingsabteilungen mit Rechts- und Versicherungsschutz gegründet. Der DHV trat korporativ der Gesellschaft für soziale Reform und dem Bund deutscher Bodenreformer bei. 1905 war der DHV mit 75.000 Mitgliedern zur zahlenmäßig stärksten Angestelltengewerkschaft angewachsen, 1913 zählte er knapp 150.000 Mitglieder.
Seit 1903 baute der Verband eine österreichische Sektion der Gewerkschaft auf, die ihren Sitz in Wien hatte. Diese besaß 1913 über 10.000 Mitglieder.

## Geschichte seit 1918

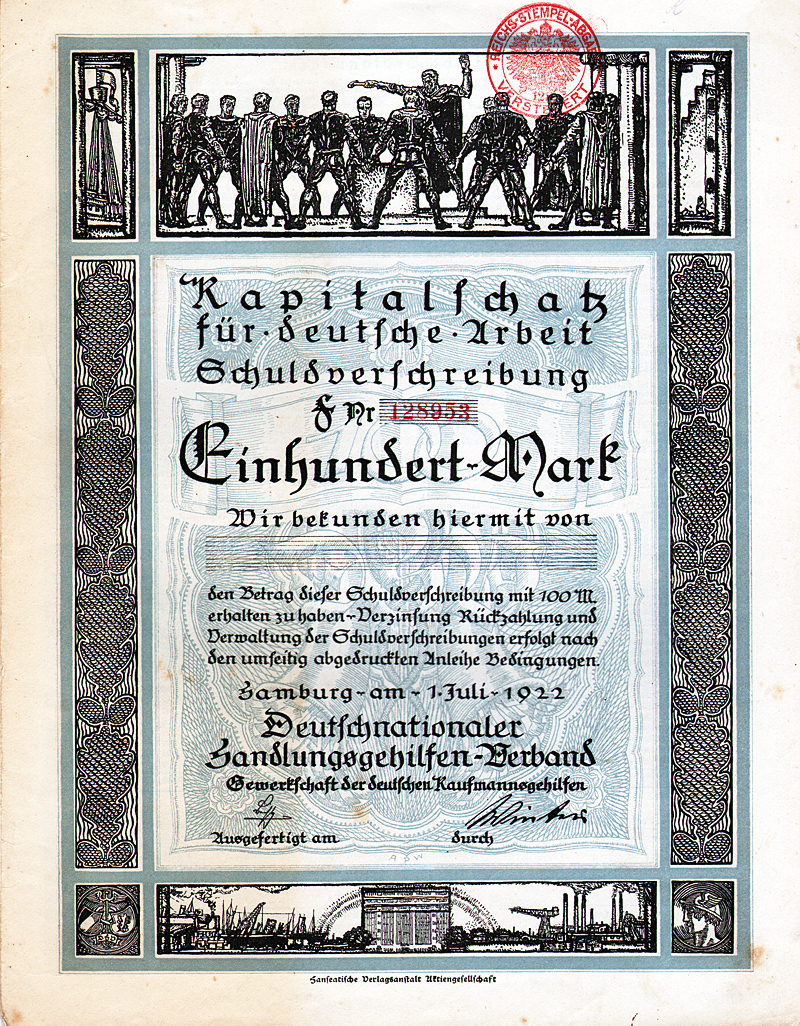
Schuldverschreibung über 100 Mark des Deutschnationalen Handlungsgehilfen-Verbandes vom 1. Juli 1922

1919 beteiligte sich der DHV an den Berliner Angestelltenstreiks und schloss sich mit einigen kleineren Verbänden zum Gesamtverband deutscher Angestelltengewerkschaften (Gedag) zusammen, der sich wiederum an die mehrheitlich an der katholischen Soziallehre orientierten christlichen Gewerkschaften anlehnte. Die im Gedag zusammengeschlossenen Verbände wuchsen bis 1930 auf 592.000 Mitglieder an, was ca. 40 % der organisierten Angestellten entsprach. Seit 1926 war der Gedag der stärkste und einflussreichste Zusammenschluss von Angestellten in der Weimarer Republik, die führende Rolle hatte der DHV inne.
1922 übernahm der DHV das Schloss Lobeda, das er als Jugendburg ausbaute; 1933 wurde es eine Reichsführerschule der NSDAP. 1928 kaufte der Verband den finanziell angeschlagenen Georg Müller Verlag, den fortan Gustav Pezold leitete. Dieser fusionierte 1932 mit dem Albert Langen Verlag zum Langen Müller Verlag, der 1936, wie zuvor die verbandseigene Hanseatische Verlagsanstalt, in die Deutsche Arbeitsfront eingegliedert wurde.
Politisch lehnte sich der DHV zunächst primär an die DNVP, im geringeren Maße auch an DVP, Zentrum, DDP oder völkische Splittergruppen an. Nach 1930 arrangierte sich der Verband zunehmend mit dem neuen Machtfaktor der NSDAP. 1933 ließ sich der DHV gleichschalten. Dabei spielte einerseits Druck durch die NSDAP und die Hoffnung der DHV-Führung, durch Anpassung die Existenz des DHV im nationalsozialistischen Staat zu sichern, eine Rolle. Andererseits identifizierte sich der DHV inzwischen auch mit der NSDAP als Teil einer gemeinsamen völkischen Bewegung. So schrieb der stellvertretende Verbandsvorsteher Hermann Miltzow im März 1933 in der Handels-Wacht: „Wir haben 1919 nicht umgelernt und brauchen deshalb auch 1933 nicht umlernen. […] Für uns waren die Farben Schwarz-Weiß-Rot und das Hakenkreuz immer die Symbole der völkisch-nationalen Ideale unserer Bewegung.“ Wenig später wurde der DHV in die Deutsche Arbeitsfront eingegliedert.
Nach 1945 schlossen sich einige der ehemaligen DHV-Mitglieder der Deutschen Angestellten-Gewerkschaft (DAG) an, andere gründeten 1950 den Deutschen Handlungsgehilfenverband, welcher sich 1956 in Deutscher Handels- und Industrieangestellten-Verband umbenannte.

## Herausgegebene Zeitschriften
- Deutsche Handels-Wacht. Monatszeitschrift des reichsdeutschen DHV.
- Soziale Handelsrundschau. 1915 in "Ostmärkische Handelsrundschau" umbenannt. Eigenständiges Organ des österreichischen Ablegers des DHV.
- Blätter für junge Kaufleute. Organ der DHV-Jugendorganisation.
- Jahrbuch für deutschnationale Handlungsgehilfen. 1900–1927.
- Deutsches Volkstum: Monatsschrift für das deutsche Geistesleben. 1917–1938 erschienen u. a. in der Hanseatischen Verlagsanstalt Hamburg.[9]
- Die Neue Literatur. Chefredakteur Will Vesper

## Filme
- 1928 Deutschnationaler Handlungsgehilfen-Verband (Dokumentarfilm) – Vera-Filmwerke